# Bandi (Sprache)
Bandi, auch bekannt als Bande, Gbande, Gbandi und Gbunde, ist eine Mandesprache.
Sie wird hauptsächlich im Lofa County in Nord-Liberia vom Volk der Bandi gesprochen. Sie wird mit der lateinischen Schrift geschrieben, früher wurde dazu auch die Mende-Schrift verwendet.
Bandi hat sechs Dialekte: Hasala, Hembeh, Lukasa, Wawana, Wulukoha und Tahamba, welches den Standarddialekt darstellt, der auch für die Literatur verwendet wird. Die Dialekte haben jeweils eine sprachliche Ähnlichkeit zu 96 % mit dem jeweils anderen Dialekt, und zu 83 % mit dem ähnlichsten Dialekt der Mende-Sprache.